# Ніжинський район (1923—2020)
Ні́жинський райо́н — колишній район України в південній частині Чернігівської області України з адміністративним центром у місті Ніжин, який існував протягом 1923—2020 років і був ліквідований під час Адміністративно-територіальної реформи в Україні. Межував з колишніми Куликівським, Борзнянським, Ічнянським, Бобровицьким, Прилуцьким, Носівським районами Чернігівської області.
Відстань до обласного центру залізницею — 87 км, автомобільними шляхами — 113 км. Територія — 1515,00 кв.км. Населення — 33,4 тис. чол. (станом на 01.01.2006 р.).
Населених пунктів 72. Місцевих рад 31, в тому числі районна 1, селищна 1, сільських 29. Клімат помірно-теплий, м'який з достатньою вологістю. Ґрунти лугові, чорноземно-лугові, чорноземно-лучні, опідзолені. Корисні копалини (нерудні) — цегельно-черепична сировина.

## Історія
У 1959 р. до Ніжинського району приєднана частина ліквідованого Комарівського району.
05.02.1965 Указом Президії Верховної Ради Української РСР передано Терешківську сільраду Бобровицького району та сільради Носівського району: Данинську і Шатурську — до складу Ніжинського району.

## Економіка
Напрямки спеціалізації району: у промисловості основні види продукції, яка випускається підприємствами району: масло, сухе молоко, цільномолочна продукція, хлібобулочні вироби, овочеві консерви, соки, м'ясопродукти; у сільському господарстві: зерно-бурячний з молочно-м'ясним тваринництвом.
Питома вага району в області: за територією — 4,7%, за населенням — 2,9%
Найбільші населені пункти: селище Лосинівка, села Вертіївка, Талалаївка, Григоро-Іванівка, Крути, Липів Ріг, Галиця, Безуглівка.

## Транспорт
Територією району проходять автошляхи E101 та E381.

## Населення
Національний склад населення за даними перепису 2001 року:
| Національність | Кількість осіб | Відсоток |
| -------------- | -------------- | -------- |
| українці       | 36095          | 98,33%   |
| росіяни        | 469            | 1,28%    |
| білоруси       | 55             | 0,15%    |
| вірмени        | 18             | 0,05%    |
| поляки         | 11             | 0,03%    |
| інші           | 60             | 0,16%    |

Мовний склад населення за даними перепису 2001 року:
| Мова       | Кількість осіб | Відсоток |
| ---------- | -------------- | -------- |
| українська | 36162          | 98,51%   |
| російська  | 491            | 1,34%    |
| білоруська | 21             | 0,06%    |
| вірменська | 11             | 0,03%    |
| інші       | 23             | 0,06%    |

## Природно-заповідний фонд

### Ботанічні заказники
Боромики, Зайцеві Сосни, Луки, Середовщина (загальнодержавного значення), Урочище «Лисарівщина», Урочище «Лубянка», Урочище «Твани».

### Гідрологічні заказники
Гранівське, Колісниківський, Кравчукове болото (загальнодержавного значення), Переходівський, Ракове, Совине, Сухе, Черняхівський.

### Ботанічні пам'ятки природи
Дуб багатовіковий.

### Регіональні ландшафтні парки
Ніжинський.

## Пам'ятки
Історичні та історико-архітектурні пам'ятки: на території району є 93 пам'ятники історії, 8 пам'ятників мистецтва, 123 — археології, 3 музеї: Заньківський меморіальний музей Марії Заньковецької (с. Заньки), Вертіївський районний військово-історичний музей імені М. П. Кирпоноса (с. Вертіївка), Українсько-Чесько-Словацької дружби (с. Світанок).

## Видатні люди
- Марія Заньковецька, перша народна артистка України
- Юрій Мушкетик, український письменник.

## Політика
25 травня 2014 року відбулися Президентські вибори України. У межах Ніжинського району було створено 45 виборчих дільниць. Явка на виборах складала — 65,29% (проголосували 15 911 із 24 369 виборців). Найбільшу кількість голосів отримав Петро Порошенко — 40,77% (6 487 виборців); Юлія Тимошенко — 33,85% (5 386 виборців), Олег Ляшко — 12,66% (2 015 виборців), Анатолій Гриценко — 4,59% (730 виборців). Решта кандидатів набрали меншу кількість голосів. Кількість недійсних або зіпсованих бюлетенів — 0,80%. 